# Scirpophaga subumbrosa
Scirpophaga subumbrosa là một loài bướm đêm trong họ Crambidae.